# Terminologie interactive pour l'Europe
Terminologie interactive pour l'Europe ou en anglais Interactive Terminology for Europe (IATE) est la base de données terminologique de l'Union européenne. Elle est accessible gratuitement.

## Fonctionnement
IATE renferme presque 8 millions de termes et fonctionne dans les 24 langues officielles de l’Union européenne.
Tout traducteur d’une institution européenne peut ajouter ou mettre à jour les informations contenues dans la base. À chaque proposition, un cycle de validation est automatiquement lancé, au cours duquel les terminologues des départements linguistiques vérifient les informations nouvelles ou modifiées.
Pour 2007, les coûts d’entretien s’élèvent à 627 000 euros. L’ensemble de ces dépenses est financé sur le budget des institutions et organes européens participants. 
Les partenaires de IATE sont :
- le Parlement européen ;
- le Conseil européen ;
- la Commission européenne ;
- la Cour de justice européenne ;
- la Cour des comptes européenne ;
- le Comité économique et social européen ;
- le Comité des régions ;
- la Banque européenne d’investissement ;
- la Banque centrale européenne ;
- le Centre de traduction des organes de l'Union européenne.

## Histoire
Le projet a été lancé en 1999 avec l'objectif de fournir une infrastructure Web standardisée pour toutes les ressources terminologiques de l'Union européenne.
Les bases de données suivantes ont été intégrées dans IATE et n'existent plus :
- Eurodicautom (Commission européenne) ;
- TIS (Conseil européen) ;
- Euterpe (Parlement européen) ;
- Euroterms (Centre de traduction des organes de l'Union européenne) ;
- CDCTERM (Cour des comptes européenne).

Le coût total de la création de la base a été de 1,41 million d’euros pour la période 1999-2003.

## Compléments